# Імператор Тоба
Імператор То́ба (яп. 鳥羽天皇, とばてんのう, тоба тенно; 24 лютого 1103 — 20 червня 1156) — 74-й Імператор Японії, синтоїстське божество. Роки правління: 9 серпня 1107 — 20 лютого 1123.
Син імператора Хорікави та імператриці Фудзівара но Ісі. При народженні отримав ім'я Мунехіто, а через 7 місяців призначено спадкоємцем трону. 1103 року втратив матір, його на виховання взяв дід верховний імператор Сіракава. 1107 року після смерті батька посів трон, але фактична влада в державі належала дідові.
1123 року під тиском Сіракави зрікся трону на користь свого сина — принца Акіхіто (відомий як імператор Сутоку). Після смерті Сіракави 1129 року перебрав його владу як Верховний імператор. Стикнувся з намаганнями клану Фудзівара відродити свою потугу й вплив. Наблизив до себе Тайра но Тадаморі, що відзначився у боротьбі з піратами. У цій боротьбі кампаку Фудзівара но Тадаміті зумів перетягнути на свій бік імператора Сутоку. У відповідь 1141 року верховний імператор Тоба змусив свого сина Сутоку зректися влади на користь зведеного брата останнього — принца Наріхіто, що став відомий як імператор Коное. 1142 року Тоба стає буддійським ченцем.
1155 року після смерті імператора Коное скористався боротьбою між Фудзівара но Тадаміті і Фудзівара но Йорінаґа, які виступали за претендентів принца Сіґехіто та принц Моріхіто, домігся призначенням імператором свого сина принца Масахіто, що став відомий як імператор Ґо-Сіракава. Втім не встиг скористатися цим успіхом, верховний імператор помер 1156 року.
Він відомий як майстер гри на флейті, виконував сайбара. Також чудово виконував роей.